# Tert-Pentylamin
tert-Pentylamin ist eine chemische Verbindung aus der Gruppe der aliphatischen Amine.

## Eigenschaften
tert-Pentylamin ist eine hygroskopische farblose Flüssigkeit, die löslich in Ether, Ethanol, Aceton und Wasser ist.